# 卡尔达斯工程师镇
卡尔达斯工程师镇是巴西米纳斯吉拉斯州的一个市镇。总面积188.009平方公里，总人口10772人，人口密度57.3人/平方公里。